# 6690 Messick
6690 Messick (1981 SY1) là một tiểu hành tinh vành đai chính được phát hiện ngày 25 tháng 9 năm 1981 bởi B. A. Skiff ở trạm Anderson Mesa thuộc Đài thiên văn Lowell.